# Starckové
Starckové byli novoštítný šlechtický rod pocházející z Kraslic a Bublavy, povýšený v jedné linii do panského stavu. Kořeny rodu jsou známy až do roku 1623. Ve vlastnictví měli rodinná sídla ve Starém Sedle, v Čeminách a v Horních Lubech. Poslední zmínky o rodu v Čechách pocházejí z období po druhé světové válce.

## Významní členové rodu
- Johann David Starck (1770–1841) byl nejznámějším příslušníkem z rodu. Narodil se v Kraslicích. Patřil k nejúspěšnějším podnikatelům na Sokolovsku a Plzeňsku. Byl majitelem minerálních pramenů a statku v Krásné Lípě.

Podnikal v oblasti hornictví a v chemickém průmyslu. Roku 1837 byl císařem Ferdinandem I. povýšen do šlechtického stavu. Je pohřben v rodovém sídle ve Starém Sedle.
Měl jedenáct dětí. 
- Jeho nejstarším synem byl velkostatkář Josef Karl (1792–1851), nejmladším pak Johann Anton (1808–1883), který byl za své zásluhy v dalším rozšiřování průmyslového podnikání povýšen roku 1873 do panského stavu. Je pohřben v rodinné hrobce v Městě Touškově.

## Příbuzné rody a rodiny
Liewaldové, Korbové z Weidenheimu, Lumbe, Lebedové, Bellot, Bischoff, Riedl, Riedl von Riedelstein, Schobloch, Dotzauer, Koritić von Mrazovec, Rieger von Riegershofen, Orlando, Pankraz, Prochaska, Haessler, Jahnl.

## Erb
Erb svobodných pánů byl čtvrcený, 1. a 4. červené pole s kotvou, 2. a 3. modré pole s postavou havíře, heslo Bleibt Stark.